# 샤코티스

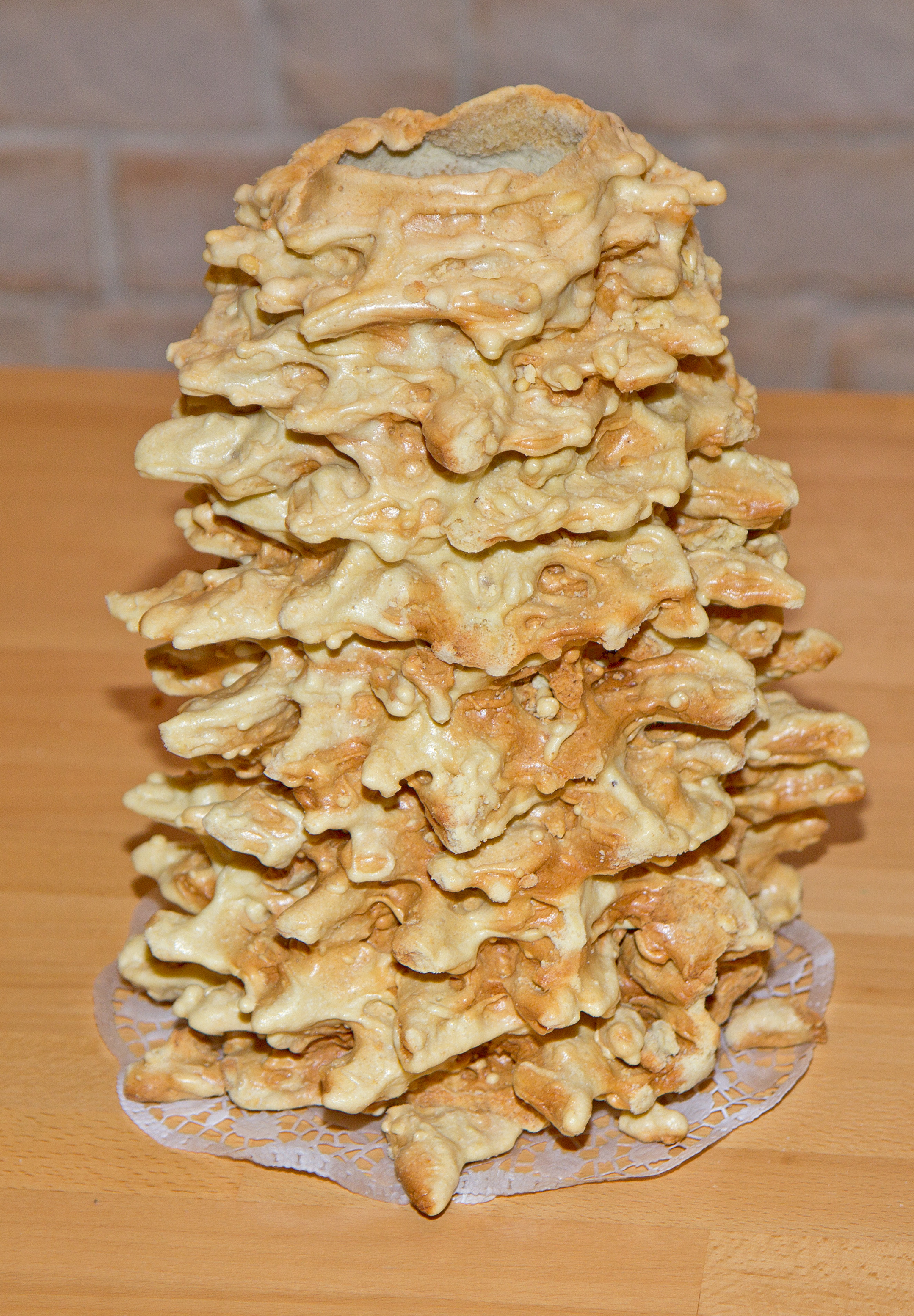
샤코티스

샤코티스(리투아니아어: šakotis) 또는 셍카치(폴란드어: sękacz)는 리투아니아와 폴란드의 스핏 케이크이다. 버터 계란 흰자위 및 노른자, 밀가루, 설탕, 크림으로 만든 케이크로 오븐 또는 화기에서 회전하는 꼬챙이에서 요리된다.

## 갤러리

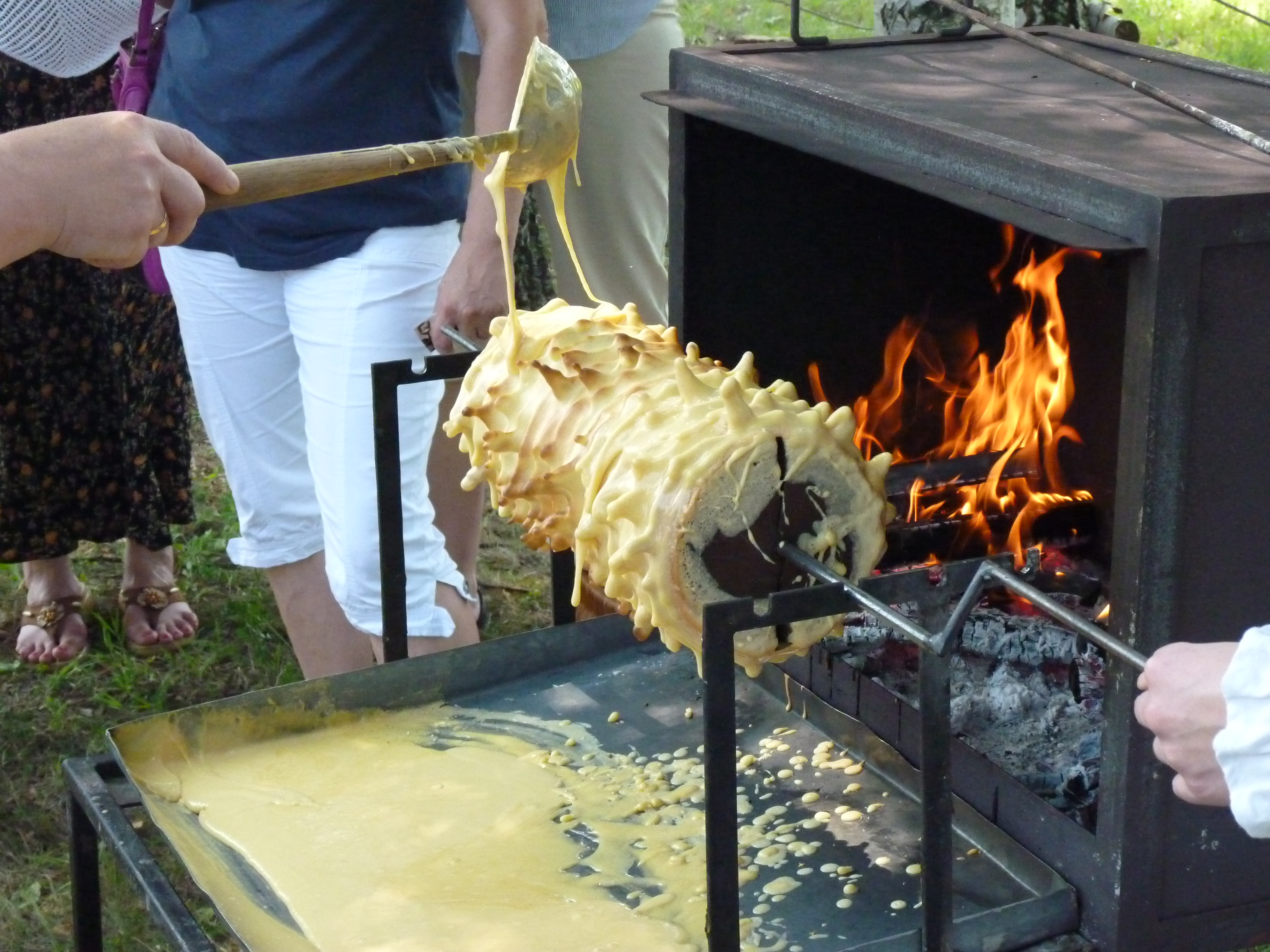
샤코티스 조리
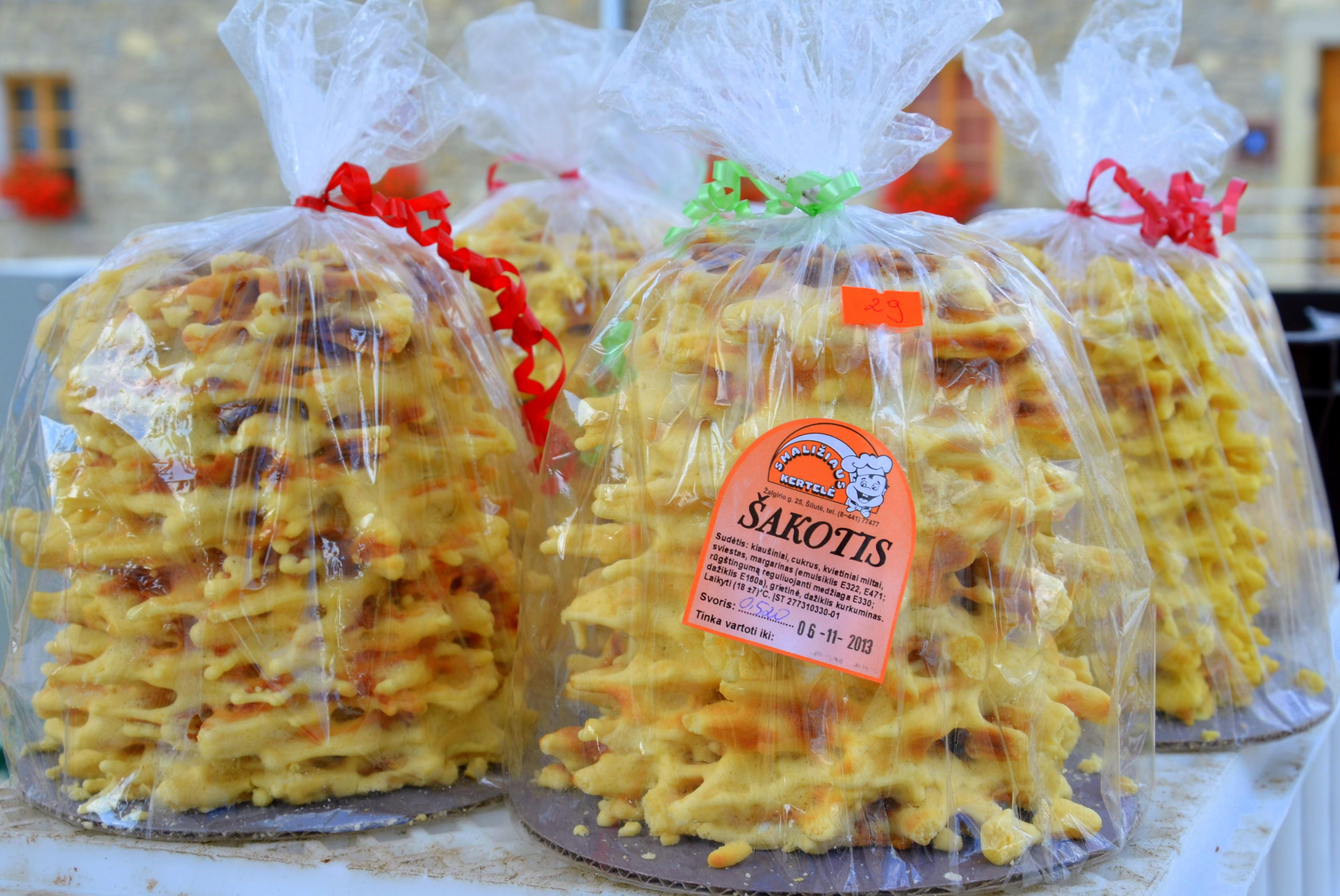
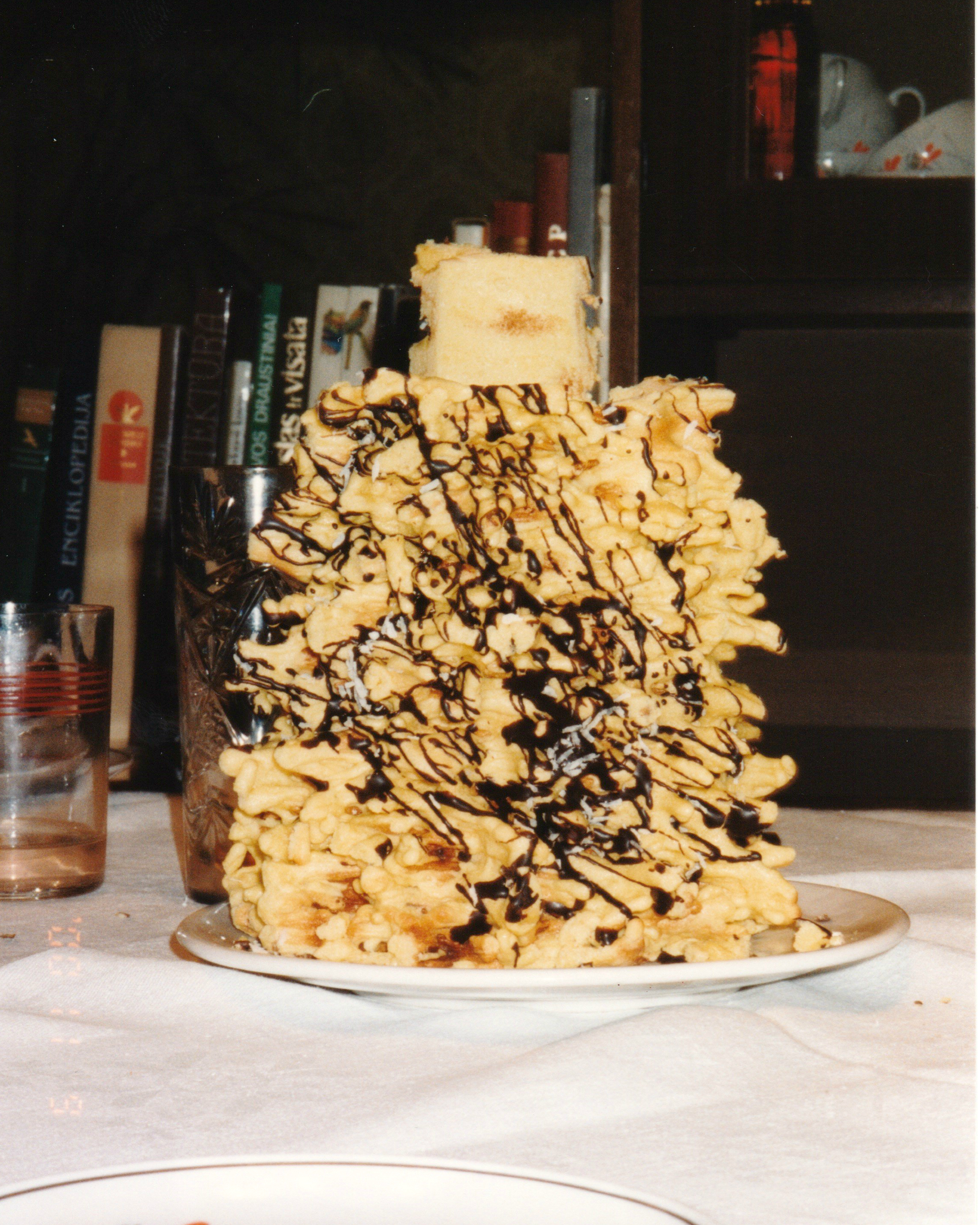
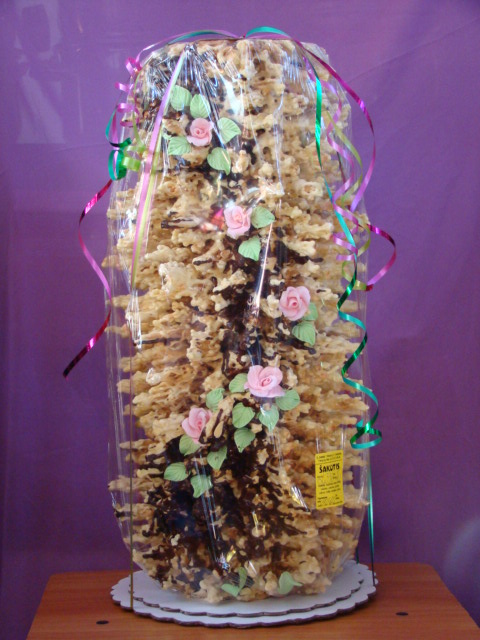
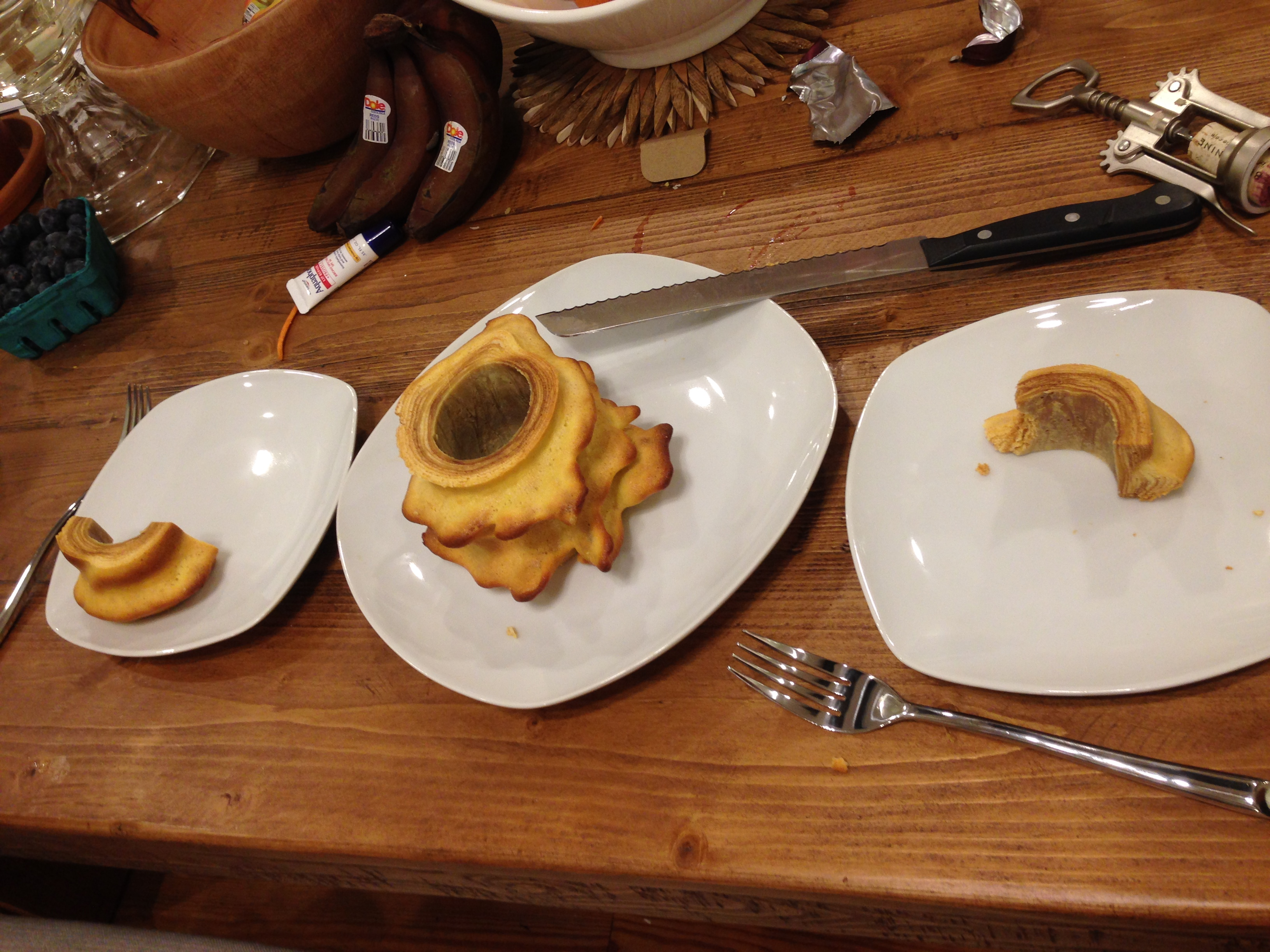

## 같이 보기
- 쿠르토스컬라치
- 스페테카카
- 바움쿠헨